# Tom Booth-Amos
Thomas Edward Booth-Amos (Newport, 12 marzo 1996) è un pilota motociclistico britannico.
Vincitore della World Supersport Challenge della categoria Supersport nel 2023.

## Carriera

### Gli inizi
Nel 2017 vince il campionato britannico della classe Moto3 con una KTM RC 250 R, nello stesso anno, corre come wild card nel motomondiale in Moto3 in occasione del Gran Premio di Gran Bretagna, senza ottenere punti.
Nel 2018 gareggia a tempo pieno nel campionato spagnolo della classe Moto3, concludendo in 22º posizione in classifica finale. Nel 2019 prende parte al motomondiale in Moto3 come pilota titolare, guidando una KTM RC 250 GP del team CIP-Green Power. Il compagno di squadra è Darryn Binder. Il 16 giugno 2019, in occasione del GP della Catalogna ottiene i suoi primi punti iridati (frutto di un 14º posto in gara) mentre in occasione del GP Australiano, il 27 ottobre, ottiene il suo primo piazzamento nei primi dieci piloti. Chiude la stagione al 28º posto con 10 punti.

### Supersport 300
Nel 2020 venne ingaggiato dalla squadra "RT Motorsports by SKM-Kawasaki" per partecipare al campionato mondiale Supersport 300 con una Kawasaki Ninja 400. Ottenne nel suo primo gran premio due podi, un secondo posto nella gara 1 e un terzo posto nella gara 2. Totalizza cinque piazzamenti a podio in stagione, tra cui una vittoria, e chiude al sesto posto in classifica piloti. Continua con lo stesso team anche nel 2021 quando concorre per il titolo. In questa stagione è costretto a saltare il Gran Premio di Jerez per sottoporsi ad un intervento. Chiude la stagione al secondo posto con centottantanove punti. Nella stessa stagione prende parte al primo evento di Misano nel campionato italiano Supersport 300. Vincendo gara1 e gara2 conquista cinquanta punti che gli consentono di classificarsi undicesimo.

### Supersport
Nel 2022 passa a gareggiare nel mondiale Supersport; con il team Prodina Racing prende parte alle corse in territorio europeo e alla World Supersport Challenge che chiude al sesto posto con cinque punti. Prende parte anche agli ultimi tre Gran Premi stagionali, in qualità di pilota sostitutivo con Motozoo Racing by Puccetti, conquista altri ventisei punti che gli consentono di classificarsi al ventitreesimo posto. Nel 2023 prosegue con il team con cui aveva disputato le ultime gare del 2022. Prende parte alle sole gare valide per la Challenge, con cinquantasei punti chiude quindicesimo in classifica piloti e vince la World Supersport Challenge con un margine di trenta punti su Tom Edwards. Contestualmente al mondiale, prende parte al campionato britannico Supersport dove si classifica al secondo posto con numerose vittorie nei singoli Gran Premi. Nel 2024 passa al team PTR alla guida di una Street Triple RS765, pilota britannico con moto britannica. Contestualmente al mondiale e con la stessa squadra disputa, in qualità di pilota wild card, la prova di Donington del British Supersport conquistando una vittoria ed un secondo posto. Il primo podio nel mondiale Supersport arriva al Cremona Circuit: in gara due, con centoventi punti si classifica decimo.

## Risultati

### Motomondiale
| 2017 | Classe | Moto |  |  |  |  |  |  |  |  |  |  |  |    |  |  |  |  |  |  |  | Punti | Pos. |
| ---- | ------ | ---- |  |  |  |  |  |  |  |  |  |  |  | -- |  |  |  |  |  |  |  | ----- | ---- |
| 2017 | Moto3  | KTM  |  |  |  |  |  |  |  |  |  |  |  | 21 |  |  |  |  |  |  |  | 0     |      |

| 2018 | Classe | Moto  |  |  |  |  |  |  |  |  |  |  |  |    |  |  |  |  |  |  |  | Punti | Pos. |
| ---- | ------ | ----- |  |  |  |  |  |  |  |  |  |  |  | -- |  |  |  |  |  |  |  | ----- | ---- |
| 2018 | Moto3  | Honda |  |  |  |  |  |  |  |  |  |  |  | AN |  |  |  |  |  |  |  | 0     |      |

| 2019 | Classe | Moto |    |    |     |     |    |     |    |    |    |     |    |    |     |    |     |    |   |    |    | Punti | Pos. |
| ---- | ------ | ---- | -- | -- | --- | --- | -- | --- | -- | -- | -- | --- | -- | -- | --- | -- | --- | -- | - | -- | -- | ----- | ---- |
| 2019 | Moto3  | KTM  | 24 | 18 | Rit | Rit | 17 | Rit | 14 | 23 | 24 | Rit | 25 | 25 | Rit | 27 | Rit | 24 | 8 | 21 | 18 | 10    | 28º  |

| Legenda | 1º posto        | 2º posto            | 3º posto            | A punti      | Senza punti        | Grassetto – Pole position Corsivo – Giro più veloce |
| Legenda | Gara non valida | Non qual./Non part. | Ritirato/Non class. | Squalificato | '-' Dato non disp. | Grassetto – Pole position Corsivo – Giro più veloce |

### Campionato mondiale Supersport 300
| 2020 | Moto     |   |   |   |     |   |     |     |   |   |     |     |    |   |     |  |  | Punti | Pos. |
| ---- | -------- | - | - | - | --- | - | --- | --- | - | - | --- | --- | -- | - | --- |  |  | ----- | ---- |
| 2020 | Kawasaki | 2 | 3 | 3 | Rit | 5 | Rit | Rit | 9 | 1 | Rit | Rit | 26 | 3 | Rit |  |  | 111   | 6º   |

| 2021 | Moto     |   |   |   |    |     |   |   |   |   |   |     |    |     |     |   |   | Punti | Pos. |
| ---- | -------- | - | - | - | -- | --- | - | - | - | - | - | --- | -- | --- | --- | - | - | ----- | ---- |
| 2021 | Kawasaki | 2 | 1 | 2 | 17 | Rit | 1 | 8 | 2 | 2 | 2 | Rit | NP | Inf | Inf | 5 | 2 | 189   | 2º   |

| Legenda | 1º posto        | 2º posto            | 3º posto           | A punti      | Senza punti        | Grassetto – Pole position Corsivo – Giro più veloce |
| Legenda | Gara non valida | Non qual./Non part. | Ritirato/Non class | Squalificato | '-' Dato non disp. | Grassetto – Pole position Corsivo – Giro più veloce |

### Campionato mondiale Supersport
| 2022 | Moto     |    |    |     |    |     |     |     |    |    |    |    |    |    |    |    |    |     |     |    |    |    |    |   |    | Punti | Pos. |
| ---- | -------- | -- | -- | --- | -- | --- | --- | --- | -- | -- | -- | -- | -- | -- | -- | -- | -- | --- | --- | -- | -- | -- | -- | - | -- | ----- | ---- |
| 2022 | Kawasaki | 13 | 15 | Rit | NP | Inf | Inf | Rit | NP | 16 | 17 | 15 | 17 | 20 | 17 | 19 | 24 | Rit | Rit | 13 | 13 | 11 | 11 | 8 | 18 | 29    | 23º  |

| 2023 | Moto     |  |  |  |  |    |    |    |    |     |    |   |   |   |     |    |    |    |     |     |    |    |     |  |  | Punti | Pos. |
| ---- | -------- |  |  |  |  | -- | -- | -- | -- | --- | -- | - | - | - | --- | -- | -- | -- | --- | --- | -- | -- | --- |  |  | ----- | ---- |
| 2023 | Kawasaki |  |  |  |  | 15 | 10 | 13 | 14 | Rit | 12 | 9 | 6 | 8 | Rit | 13 | 13 | 13 | Rit | Rit | 11 | 15 | Rit |  |  | 56    | 15º  |

| 2024 | Moto    |     |    |    |    |     |    |     |    |   |   |   |    |    |    |   |   |   |   |     |   |    |     |   |    | Punti | Pos. |
| ---- | ------- | --- | -- | -- | -- | --- | -- | --- | -- | - | - | - | -- | -- | -- | - | - | - | - | --- | - | -- | --- | - | -- | ----- | ---- |
| 2024 | Triumph | Rit | 13 | 13 | 15 | Rit | 16 | Rit | 10 | 7 | 5 | 8 | NP | 21 | 10 | 9 | 4 | 5 | 3 | Rit | 6 | 15 | Rit | 6 | 11 | 120   | 10º  |

| 2025 | Moto    |   |   |   |   |   |    |   |   |     |   |   |     |   |   |     |    |  |  |  |  |  |  |  |  | Punti | Pos. |
| ---- | ------- | - | - | - | - | - | -- | - | - | --- | - | - | --- | - | - | --- | -- |  |  |  |  |  |  |  |  | ----- | ---- |
| 2025 | Triumph | 2 | 1 | 5 | 3 | 5 | 15 | 2 | 2 | Rit | 9 | 5 | Rit | 2 | 2 | Rit | 10 |  |  |  |  |  |  |  |  | 188   |      |

| Legenda | 1º posto        | 2º posto            | 3º posto           | A punti      | Senza punti        | Grassetto – Pole position Corsivo – Giro più veloce |
| Legenda | Gara non valida | Non qual./Non part. | Ritirato/Non class | Squalificato | '-' Dato non disp. | Grassetto – Pole position Corsivo – Giro più veloce |